# San Gennaro Spogliamorti (Nápoly)
A San Gennaro Spogliamorti vagy San Gennariello Spogliamorti templom Nápoly történelmi központjában.

## Története
A templomot a 8. században alapította I. Sergius Nápoly hercege. A középkorban köré épült a város zsidónegyede (la Giudecca). Ebben az időszakban halottasháznak is használták. Itt helyezték el azokat a halottakat, akiket megfosztottak vagyontárgyaiktól, amiket a közeli zsidó piacon tettek pénzzé. Innen származik neve is, kifosztott halottak. A 16. században papilakká alakították át, majd 1581-ben Ottavio Vulcano plébános a Angyalok Szűzanyja kongregációnak ajándékozta, akit 1607-ben barokk stílusban átépítették. A 19. század közepén a kongregáció egyesült a Keresztelő Szent János társasággal és a templomot elhagyták. Ma üzletek működnek benne. Egykori díszítőelemeiből csak Galante a Marco Pino intarziái maradtak fenn, illetve egy Domenico Antonio Vaccaro által festett portré.